# Спаранья, Стефан
Стефа́н Дидье́ Кристиа́н Спаранья́ (фр. Stéphane Didier Christian Sparagna; род. 17 февраля 1995, Марсель, Франция) — французский футболист, выступающий за клуб «Ред Стар». Играет на позиции центрального защитника.

## Карьера
Стефан родился в Марселе. С 2002 года числится в рядах клуба «Олимпик Марсель». Стефан дебютировал за основной клуб 9 августа 2014 года в матче против «Бастии», матч завершился со счётом 3:3.